# 羅甸県
羅甸県（らでんけん）は中華人民共和国貴州省黔南プイ族ミャオ族自治州の管轄下にある県。県人民政府は竜坪鎮にある。

## 行政区画
- 鎮：竜坪鎮、辺陽鎮、羅悃鎮、沫陽鎮、逢亭鎮、茂井鎮、紅水河鎮、木引鎮
- 郷：鳳亭郷

## 交通

### 道路
- 高速道路
  - 銀百高速道路
  - S62 余安高速道路